# San Esteban de Gormaz
San Esteban de Gormaz är en kommun i Spanien.   Den ligger i provinsen Provincia de Soria och regionen Kastilien och Leon, i den centrala delen av landet, 130 km norr om huvudstaden Madrid. Antalet invånare är 3 223.